# Mozgássérültség

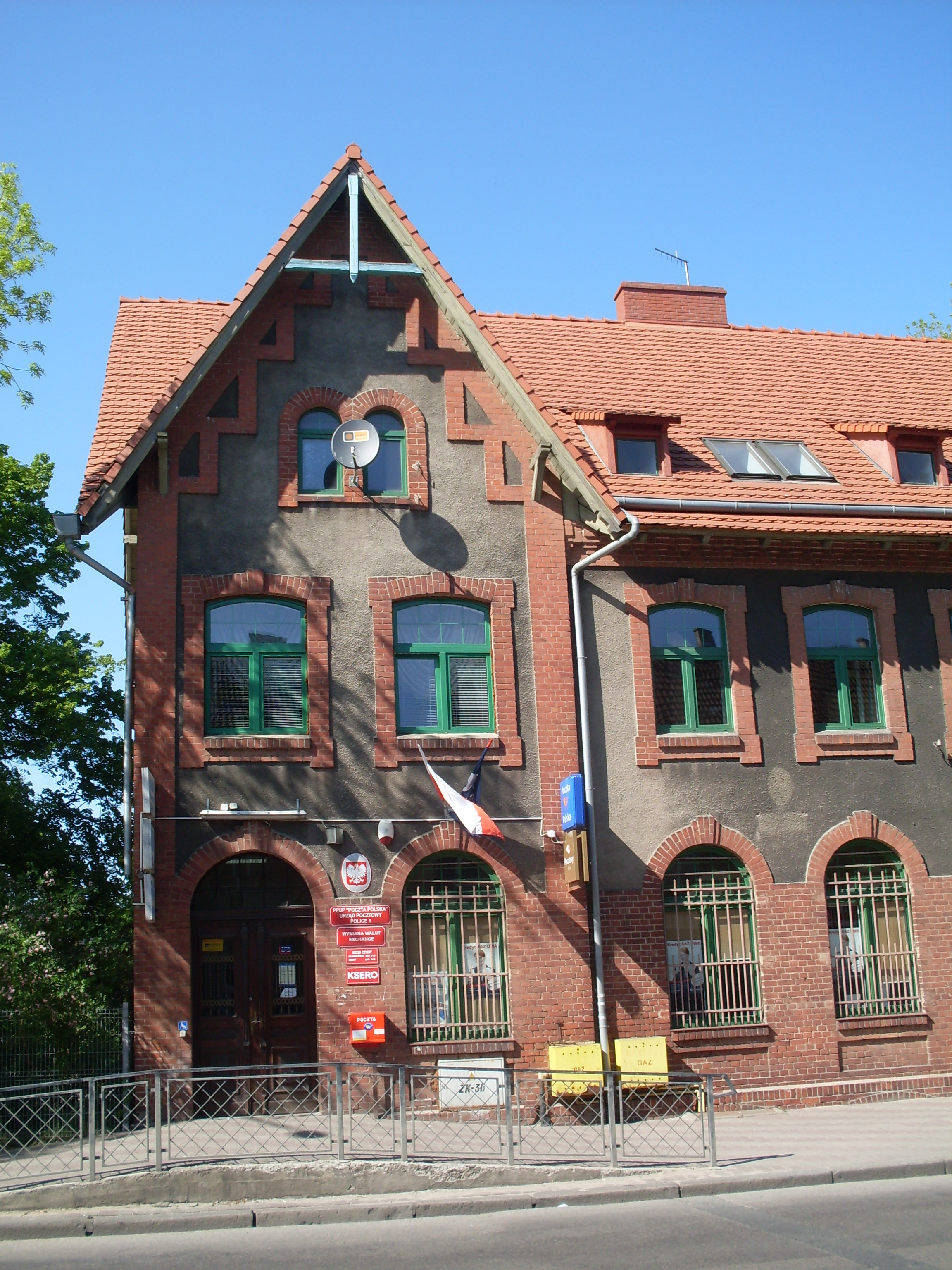
A profilozott járda a postahivatal előtt a lengyel Police városban, kényelem a fogyatékkal élők számára

A mozgáskorlátozottság, vagy mozgássérültség fiziológiai fogyatékosság. A különböző betegségek más és más formában hatnak a mozgásra és a mozgásrendszerre, ezért nehéz egységes kategóriaként kezelni. A mozgásképességre a sérülések kiterjedtsége és súlyossága is nagy hatással van.

## Meghatározások
Christoph Leyendecker szerint egy személy akkor mozgássérült, ha mozgássszervi sérülései, más szervi károsodásai vagy krónikus betegsége miatt viselkedési lehetőségei annyira beszűkültek, hogy az akadályozza a szociális interakciókban.
Schönberger a mozgássérültség két aspektusát különbözteti meg:
1. Testi aspektus, vagyis a mozgásszervi károsodások következménye. Ide tartoznak az olyan mozgászavarok, mint a nyitott gerinc (spina difida), vagy az izomsorvadás, és az olyan testi károsodások, mint a keringési zavarok, a reuma, az epilepszia és a vérzékenység; a csontrendszer megbetegedései, az ízületek elváltozásai is ide sorolhatók.
2. Szociális aspektus, azaz a fogyatékosság közvetlen oka nem az ideáltól való eltérés, hanem az az által okozott viselkedésbeli különbözőség.

## Szemlélet
Egy új szemléletmód szerint a fogyatékosság nem az egyén sérültségén múlik. A környezet az, ami akadályozza a sérült embert abban, hogy egyenrangúan vegyen részt a társadalom életében. „Minél kedvezőtlenebbek a környezeti feltételek, annál valószínűbb, hogy egy sérülés eléri a fogyatékosság súlyosságát. Így szocio-ökonomikusan hátrányos környezetben a fogyatékosság viszonylag nagy számú előfordulása várható.”

## Okok és típusok
A mozgássérülés fő típusai:
- petyhüdt bénulások
- ortopédiai elváltozások
- agykárosodás utáni rendellenességek
- amputáció
- végtaghiányos fejlődési rendellenességek

### Petyhüdt bénulások
A bénulás egy izom vagy egy izomcsoport működésképtelenségét jelenti. Az érintett testrész érzéktelenné is válhat. Az izomzat tónusa kórosan csökkent. Enyhébb esetekben csökken az izomerő és az izomzat működőképessége (parézisek). Súlyos esetekben a bénulás teljes (plégiák). Az érintett végtagok szerint lehet
- Monoplégia, egy végtagot érint, többnyire kart. Az érintettek általában jó prognózisra számíthatnak.
- Diplégia, testrészek szimmetrikus bénulása. Érintheti az arcot, a karokat vagy a lábakat.
- Paraplégia, a lábak mozgásképességének csökkenése. Érintheti az érzékelést és az izomtónust is. Okozhatja gerincsérülés, daganat, vagy más speciális betegségek is.
- Hemiplégia, az egyik testfél bénulása. Okozhatja szélütés, vagy más betegség, például cukorbaj.
- Triplégia, három végtagra kiterjedő bénulás.
- Tetraplégia, mind a négy végtag bénulása. Okozhatja az agy vagy a gerincvelő károsodása, de olyan betegségek is, mint a nyitott gerinc vagy a járványos gyermekbénulás.

Leggyakoribb okai:
- nyitott gerinc (spina bifida, myelodysplasia)

A rendellenesség helyétől függően alakul ki bénulás és érzészavar az alsó gerincszakaszon vagy a lábon. A rossz vérkeringés miatt fekélyek alakulhatnak ki az érintett területen. A bénulás mértéke a sérülés súlyosságától függ. Okozhat járásképtelenséget is.
- izombetegségek

A leggyakoribb izombetegség az előrehaladó izomsorvadás, a dystrophia musculorum progressiva. Szimmetrikusan bénítja le a vázizmokat. A testtartás és a mozgás jellegzetes elváltozása jellemzi. Ez a betegség jelenleg gyógyíthatatlan.
- gyermekbénulás (Heine-Medin-kór)
- baleseti gerincvelő-sérülések
- szülési felsővégtag-bénulás (paralisis obstetrica)

### Ortopédiai elváltozások
Az elváltozások vagy önmagukban is mozgásszervi betegségnek számítanak, vagy egy mozgásszervi megbetegedés tünetei. Gernicelváltozások, tartási rendellenességek kísérik.

### Agykárosodás utáni rendellenességek
A mozgás rendellenességének típusa az agy sérülésének helyétől függ; a tünetek a sérülés helyétől függően keveredhetnek. A kora gyermekkorban, a születés környékén kialakult formája az infantilis cerebralis paresis. 
- spasztikus bénulás görcsökkel, egyenetlen izomtónussal, esetleges kóros reflexekkel
- rigiditas: fokozott izomtónus, a mozgás nagy mértékű beszűkülése
- atetózis akaratlan, nagy kilengésű, koordinálatlan mozdulatokkal, egyensúlyzavarral. Jellemző a beszédzavar. Az izomtónus egyenetlen lehet.
- hypotonia: az izomtónus gyenge, a koordináció és az egyensúlyérzék zavart, a mozgás a megszokottnál lassabb, az egyén fáradékony
- ataxia remegéssel, koordinációs és egyensúlyzavarokkal. Az izomtónus gyakran gyenge.

### Amputáció
Az amputáció egy testrész elvesztését jelenti. Lehet baleset, vagy sebészeti beavatkozás következménye. A megrövídített végtagot csonknak nevezzük. A jó csonk fájdalommentes, és jól terhelhető, ami fontos a művégtag viselésnél. 
Megkülönböztetünk kis (pl. ujj) és nagy (pl. láb) amputációt. A nagy amputációknál az amputálás helyét is jelzik, térd alatt vagy felett, illetve könyök alatt vagy felett. A műtét után az amputált paciens hosszabb - rövidebb kórházi ellátásra szorul. Egy ujj amputálása után még aznap haza mehet, egy kar esetében pár nap, míg egy láb esetén 1-2 hét kórházi ellátás szükséges.
Az amputáció pszichésen is megterheli a pacienst, de ez egyénenként eltérő.
Megfelelöen végzett amputáció után általában lehetséges a protézis (művégtag) viselése.
Egyes iszlám országokban (például Iránban, Szaúd-Arábiában, vagy Észak-Nigériában) büntetésből is végeznek amputációt a sari'a szerint, például a tolvajnak lecsapják a karját.
A bénulástól eltérően a megfelelően végrehajtott amputáció után lehetőség van művégtag viselésére, ami nagy mértékben megkönnyítheti a sérült rehabilitációját.

### Veleszületett végtaghiány
Jellemző az ízületek, vagy a végtagok részleges vagy teljes hiánya, és az összenövések. Ezek gyakran együtt fordulnak elő. Az amputációnál kevesebb pszichés megterheléssel jár, mert a sérült a rendellenességgel együtt nő fel.

## Beszéd
A mozgássérülteknél a beszélőszervek is érintettek lehetnek. Az agysérültek nagy részénél súlyos beszédzavarok alakulnak ki. Az agyi sérülés következtében létrejött beszédzavarok összefoglaló neve afázia, míg a beszédmozgások koordinációjának, ill. a kiejtésnek a zavara a dizartria. A beszédzavarokon különböző logopédiai és alternatív kommunikációs eszközökkel segítenek. Az önkiszolgálást számos eszköz segíti.

## Következmények
A mozgássérülés megváltoztatja a testsémát, hátráltatja a cselekvést, beszűkíti az érzékelés, a tapasztalatszerzés lehetőségeit. Még a hőháztartásra is kihat: a mozgássérültek nehezebben alkalmazkodnak a hőmérséklet változásához, mint a többi ember. Az önellátás nehezebb, és állandóan segítségre szorulhatnak. A mozgás korlátozottsága nehézséget okoz a közlekedésben, az öltözködésben, az étkezésben, a rendtartásban és a testi higiénia biztosításában. Még az egyszerű finommozgások is akadályozottak lehetnek. Előfordulhat gyűlölködés, agresszió a külvilággal szemben, vagy szorongás, visszahúzódás a fogyatékosság szégyellése miatt.